# Egon Jönsson
Egon Jönsson (25 de outubro de 1926 - 20 de julho de 1985) foi um futebolista sueco. Ele competiu na Copa do Mundo FIFA de 1950, sediada no Brasil, na qual a seleção de seu país terminou na terceira colocação.

## Ligaçoes Externas
- Perfil na Sports Reference